# Soteriscus gaditanus
Soteriscus gaditanus là một loài chân đều trong họ Porcellionidae. Loài này được Vandel miêu tả khoa học năm 1956.